# Поморавље
Велико Поморавље је географска област која обухвата шири простор око долине Велике Мораве, од састава Јужне Мораве и Западне Мораве близу Сталаћа, до ушћа у Дунав. Велико Поморавље у ужем смислу обухвата првенствено долину Велике Мораве, али не и читав слив те реке. Висина земљишта је до 160 м надморске висине. На западу је ограничено Темнићем, планинама Јухором и крагујевачким Црним Врхом, као и шумадијским побрђем изнад Лапова, Велике Плане и Азање. Источну границу представљају родопске планине Рожањ и Буковик, затим карпатске планине Кучај и Баба, родопски Ресавски хумови и ниско земљиште ка Стигу.

## Физичко-географске одлике

### Геолошки састав
Долина Велике Мораве усечена је у језерско-маринским седиментима који су наталожени у току медитерана, сармата, панона, понта у некадашњем заливу Паратетиса. Дно долине прекривено је квартарним наслагама а на долинским странама има лесних оаза. Стране су изграђене и од неогених и старијих седимената. Најстаријих, палеозојских стена има у Багрданској клисури и на источној страни Јухора.

### Рељеф
Поморавље је Панонска макрорегија и мезорегија перипанонске Србије. То је геотектонска целина - тектонски ров створен у пиринејској фази и испуњен језерским седиментима, те се разликује од брежуљкасте Шумадије и планинско-котлинске источне Србије. Композитна долина се састоји од: 
- Горњовеликоморавске котлине (са Параћинско-Јагодинским делом и Темнићко-Левачким делом) која се простире између домне епигеније Сталаћке клисуре (дугачка 22 км; дубока 330 м) која је усечена, између Послоњских и Мојсинских планина, у отпорнијим шкриљцима и плитке и широке епигеније Багрданске клисуре (дугачка 17 km; дубока 380 м) усечене у шкриљце и гранит. Ова котлина спуштена је између Кучаја и Самањца, Рожња и Буковика, Јухора и Црног врха. У њеном опсегу су и планине Баба и Ресавски хумови. Дугачка је 45 km а дубока до 650 m.
- Багрданске клисуре која је усечена у шкриљцима и граниту од којих се састоје Јухор, Црни врх и Ресавски хумови.
- Доњовеликоморавског заливског проширења – дужине 60 km, између Свилајнца и Пожаревца. Оно је широко отворено али плиће од Горњовеликоморавске котлине.[2]

Долина Велике Мораве није само полигенетска (тектонско, флувијално, абразиона), већ и полиморфна (клисуре и котлине) и полифазна (пет пространих тераса са флувијалним прегибом високим 70 м, који одваја ниску од најниже моравске терасе). Она је предиспонирана Моравском дислокацијом и то је тектонски ров који је у даљој еволуцији био залив Панонског мора. Тим тектонским ровом је обележен суток Родопида, Карпатида и Панонида. Док је Банатско тле, дуж јужнопанонске дислокације, најдубље тонуло, у Великом Поморављу је процес ишао спорије али ипак брже него у Шумадији. Истовремено су Карпатиди издизани, свођени и раседани. Спуштено тле је потопило Панонско море па је створен великоморавски залив. Залив је постао у миоцену а заливска фаза се завршила крајем понта. Тада се појавио ток Велике Мораве на висини од 500 m и почела је ексхумација палеорељефа са изградњом речне долине. Да овај тектонски ров не мирује ни данас говори сеизмичка активност регије(Ресавски сеизмички рејон и рејон Јухора). Ток Велике Мораве развио се на централној језерској равни која је лежала на висини од 500 м. Од те висине ток се усеца у горњем делу. Велика Морава је од средњег плиоцена усекла око 400 m дубоку долину. Као последица усецања јавља се и већи број епигенија -10: домне епигеније Сталаћка клисура и Багрданска клисура, домна епигенија Црнице у габру Главице (узводно од Параћина), епигенија Јовановачке реке у Грацу, ртна епигенија Грзе (на северној страни Бабе), ивична епигенија Црнице у Забрешкој клисури, епигенија Каленићке реке, домна епигенија Ресаве између Пасторка и Маћехе, епигенија Жупањевачке реке. Велика Морава је прибијена уз западни обод Горњовеликоморавске котлине јер се јавило јаче издизање Карпатида, спуштање моравске дислокације и спорије спуштање Шумадије а последица тога је асиметрија. Истичу се асиметрија тераса и притока (већи број десних притока).
Интересантне морфо-хидролошке појаве су и пиратерије Јовановачке и Ражањске реке и инверсни и лактасти токови више водених токова.
Палеоабразиони облици рељефа нису очувани. На ободу регије јављају се крашки облици рељефа. Најмаркантнији крашки облици рељефа су пећине Раваничка и Ресавска. Еолске појаве јављају се код Сталаћа и на Јухору.
Велико поморавље се наставља на:
- Јужно Поморавље
- Западно Поморавље

### Клима
У климатском погледу регија показује прелазне облике између степско континенталне климе низије и умереноконтиненталне климе јужног обода. Средња јануарска температура у Пожаревцу износи -0.6 °C, а средња јулска температура 21,7 °C. Годишње падне у просеку око 610 мм падавина. Пожаревац прима годишње само 610 мм талога (мање од Београда и Смедерева). Повећавање талога уз долину Велике Мораве је споро, веће према Шумадији, а изразитије према планинама карпатске Србије.

### Хидролошке одлике
Главна река Великог Поморавља, Велика Морава, прима више јачих притока, те овај спада у наше богатије крајеве изворима и токовима. Морава је највећа река Србије и једна од највећих притока Дунава. Она целим током протиче кроз Србију а само, 798 km² од укупне површине њеног слива (37 444 km²) налази се у Бугарској.
Велика Морава (245 km) настаје од Јужне Мораве (343 km) и Западне Мораве (295 km) , које се састају код Сталаћа. Формирана је у понту а од тада је однела моћну серију седимената и усекла пет тераса, пре него што је издубила данашње корито у висини од 150 м. Слив Велике Мораве обухвата 14,3% територије Србије, односно 41,5% површине Србије. Долина Велике Мораве (развијене у фосилном заливу) је благо нагнута ка северу, као и њено меандарско корито са врло малим падовима. Док укупна дужина реке износи 245 km, њена најкраћа дужина није већа од 118 km. Велика Морава је код Сталаћа широка 80 м, а при ушћу 250 м. Дубина јој износи 2-3 м, а у честим вировима до 10 м. Река не обилује водом. Ова река даје Дунаву тек једну седмину количине воде коју му даје Сава. Велика Морава је у прошлости била пловна до Ћуприје. Усеца нова и напушта стара корита, јер акумулација великих количина наноса издиже корито. Обављају се регулациони радови ради спречавања поплава, коришћења речне воде за наводњавање и будуће пловидбе. Пад ове реке је исувише мали за искоришћавање у хидроенергетске сврхе, а за пловидбе је велики. Плитко корито и многе оштре окуке (поред наноса) неповољни су за пловидбу. Све три Мораве угрожавају поплавама велику површину, на којој живи скоро милион људи. Поплаве су последица јаке ерозије у сливовима Западне а нарочито Јужне Мораве. 
Веће притоке Велике Мораве су: Каленићка река, Лугомир, Белица, Лепеница и Јасеница са леве стране, а Јовановачка река, Црница са Грзом, Раваница и Ресава са десне стране.
Језава је мања притока Дунава код Смедерева. Дугачка је 37,7 km, а површина слива јој износи 660 km². Језава је на целој дужини развијене у кавртарним наслагама доњег тока Велике Мораве, чији је рукавац била до 1897. године када је од ње одвојена насипом. За разлику од рукаваца Саве и Дунава, који се враћају матици, Језава самостално утиче у Дунав. Она се рачва у многе рукавце, који (као и главно корито) неких година пресушују.

### Педолошке карактеристике
У Великом Поморављу око Велике Мораве и Ресаве јављају се рецентни речни наноси, а изнад њих се простиру гајњаче и параподзоласте гајњаче. У Горњевеликоморавској котлини јављају се смонице, а на Јухору ранкери. Смоница има у Доњовеликоморавској котлини, Свилајнца и Пожаревца, и у доњој Млаве.

## Становништво и насеља
Велика природна богатства учинила су да овај крај буде изузетно насељен, са густином насељености од 120 ст/км². 
Из раног бронзаног доба познато је десетак насеља, груписаних око Јухора. Велика Морава је била гранична зона у којој су се сретали утицаји Грка са југа, Трачана са истока и Илира са запада Балкана. У VI веку п.н.е. на овим територијама живело је полуилирско племе Дарданци, које у I веку н.е. поробљавају Римљани и граде на овим територијама једну од својих провинција - Мезију. Падом Смедерева почело је исељавање Срба јер су Турци одвели велики број становништва у ропство. Становништво се исељавало у Угарску, а ратовањем са Аустријом против Турске, миграције су вршене ка Славонији и Војводини.
Велико Поморавље данас има 288 насеља. Највећа градска насеља су:
- Смедерево које је и шумадијски и подунавски град
- Деспотовац
- Јагодина
- Ћуприја
- Параћин
- Свилајнац

Становништво је хомогено и апсолутну већину чине Срби. На југу регије живи становништво које је досељено са Косова и Метохије
Динарског становништва је мало као и торлачког. После Другог светског рата велики број људи је дошао из пиротског и врањског краја. Регија је богата старим античким насељима као што су Виминацијум (Костолац), Идимум (Медвеђа), Хореум Марги (Ћуприја), Сарматес (Параћин), Арсена (Ражањ).
- Смедерево (31 000 ст.) покрај Дунава је старо насеље које се помиње још у деветом веку. Савремено Смедерево је, поред Београда, највеће насеље подунавског дела перипанонске Србије. Оно је краће време, непосредно пре турских освајања у петнаестом веку, било центар тадашње српске државе (Деспотовине). Метало-прерађивачка индустрија је најзначајнија привредна грана Смедерева. У граду постоје челичана и велика фабрика грађевинских машина (Фаграм). Поред велике железаре, у Смедереву је постојала модерна ваљаоница лима. Околина Смедерева је познати виноградски рејон. Смедеревски град при ушћу Језаве у Дунав је највећи средњовековни град у Србији (Византијског типа) и један од највећих градова-утврђења у Европи. Његова градња је завршена 1430. године а сазидао га је деспот Ђурађ Бранковић. Овај град-тврђава, у којој се налазила последња српска престоница освојена 1459. године када је пала и Деспотовина. Смедеревски град са високим и дебелим зидовима и 25 кула јако је оштећен 5. јуна 1941. године при снажној експлозији муниције у њему као и 1944. године услед бомбардовања. Код самог ушћа Велике Мораве у Дунав налазе се остаци праисторијског и римског насеља Castrum Margum. Близу данашњег Смедерева налазило се римско насеље Monz Aureus (III век пре нове ере). Код Смедерева се налази пољопривредно добро Годомин, које даје висококвалитетно воће за извоз. Годомиснко поље у долини Велике Мораве познато је по развијеном сточарству (сир годоминац). У Смедереву је рођен наш највећи комедиограф Бранислав Нушић.
- Пожаревац (27 000 ст.) лежи у подножју развођа између Велике Мораве и доње Млаве, у подручју житом богатих крајева. Пожаревац је старо тржиште и извозник жита и свиња. Пре 100 година Пожаревац је по броју становника био други град у Србији. У Пожаревцу је развијена метало-прерађивачка индустрија, израда пољопривредних машина и справа за заштиту воћа и биљака, затим мања текстилна индустрија, месна индустрија, млинска индустрија и индустрија грађевинског материјала. У близини Пожаревца се налази добро Љубичево, познато по гајењу коња.
- Јагодина (22 500 ст.) је више поморавски, него шумадијски град. Оно се јаче развило после рата од Ћуприје и Параћина, те представља највеће место Горњовеликоморавске котлине. После нашег највећег предузећа за производњу каблова, у Јагодини се налази позната фабрика месних производа и конзерви Јухор, затим пивара, фабрика намештаја, конфекције и шешира, електромеханичких производа и металски комбинат.
- Ћуприја (16 500 ст.) је старо насеље, једно од најстаријих у Србији. На месту овог града поред Мораве у римско доба је постојало велико насеље Horreum Margi, а у средњем веку српски град Равно. У турско доба је Морава хисар, после подизања моста преко Велике Мораве, постала Ћуприја. У граду постоји фабрика хлеба и кекса, мања хемијска индустрија и грађевински комбинат. Код Ћуприје су подигнута три моста преко Велике Мораве (железнички, друмски и на ауто-путу).
- Параћин (17 000 ст.) је познати трговачки центар Поморавље. Почев о римског доба до данас овај град је имао трговачку-занатлијску функцију. У близини Параћина налази се Поповац, познат по великим фабрикама цемента, а јужно се налази Ћићевац који има рудник угља.
- Ћићевац (5 200 ст.) лежи у подножју моравског флувијалног одсека са десне стране реке, а са леве стране близу корита Велике Мораве, при ушћу Каленићке реке, налази се Варварин.
- Ресавица се после ослобођења развила у модерно рударско насеље.
- Свилајнац (8 600 ст.) лежи близу ушћа Ресаве у Велику Мораву. Он је центар моравског краја Ресаве, којем одговара слив Ресаве. У Свилајнцу постоји фабрика намештаја.
- Лапово (8 500 ст.) је раскрсница путева у Великом Поморављу. У овом месту, од моравске железничке магистрале, одваја се пруга према Крагујевцу и даље преко Краљева до Скопља. Околина Лапова је позната по гајењу расне стоке.
- Велика Плана (10 300 ст.) је поморавски град. У њој се налази неколико фабрика и живинарска фарма.

У аграрном Поморављу градови имају знатан број земљорадничког становништва. Велико Поморавље показује знатне разноликости у пореклу становништва. У Јужном делу краја преовлађују досељеници са Косова и Метохије, а у северном делу тимочко-браничевско становништво. Мање је заступљено шопско становништво, а још мање има динарских досељеника. После Другог светског рата у поморавске градове доселио се знатан број становника из врањског и пиротског краја.

## Привреда
Долина Велике Мораве је привредно једна од најактивнијих подручја наше земље. То је превасходно ратарско-сточарски крај са развијеним воћарством, рударством и новијом индустријом. Долинска раван је повртарска зона, а побрђе воћарско подручје. Кукуруз и пшеница одлично успевају у долини Велике Мораве. У овом крају много се гаји поврће, особито варира пасуљ и купус, затим индустријско биље (највише шећерна репа и сунцокрет), као и крмно биље. Удео ораница и башта у укупној структури пољопривредних површина Великог Поморавља је велики, нарочито у северном делу краја. Сточарство у Великом Поморављу је врло добро развијено. Говедарство и свињогојство су најјаче сточарске гране. Велика производња кукуруза веома погодује свињогојству, а сточна репа и трава гајењу говеда. Некада густе шуме Поморавља уступиле су место њивама под житима, виноградима на брежуљцима и пространим воћњацима. 
- Рударство је значајна привредна грана Великог Поморавља. Оно није разноврсно, али се угаљ одавно и много експлоатише. За време ранијих маринско-језерских фаза у моравском рову је од биљног материјала створен олиго миоценски мртав угаљ и неогени лигнит. Мрки угаљ у сењско-ресавском басену је олиго ценске старости и калоричне моћи 5 100-5 300 калорија. На бази овог угља у Ћуприји је одавно подигнута термоелектрана. Угаљ се копа у Сењском Руднику код Деспотовца, Ћићевца, као и у доњој Млави.

У Поповцу, код Параћина, из олиго миоценских лапораца добија се цемент у великим поповачким фабрикама цемента. Код Јовца, под Јухором, налазе се лежишта фелдспата. 
- Индустрија Најјаче су развијене прехрамбена индустрија (сухомеснати производи, шећер, кекс) и индустрија каблова, затим грађевинска и метало-прерађивачка индустрија. Хемијска индустрија је мања, а дрвна индустрија се базира на богатим шумама планинског залеђа.
- Саобраћај Долина Велике Мораве омогућује добре саобраћајне везе између Панонског и Егејског басена. Долином ове реке пролази у римско доба најважнији друм кроз Горњу Мезију, војни пут који је од Сингидунума водио до Костолца, па преко Медвеђе, Ћуприје и Ражња даље ка југу. Кроз долине Велике и Јужне Мораве сада пролазе пруга Београд-Скопље-Солун и ауто-пут Београд-Ниш-Скопље-Ђевђелија.[3]